# Прекъснати игри
Прекъснати игри (на испански: Juegos interrumpidos) е мексикански драматичен уеб сериал, създаден от Сокоро Гонсалес Окампо, режисиран от Луис Едуардо Рейес и продуциран от Карлос Морено Лагийо за ТелевисаУнивисион през 2024-2025 г. Историята разглежда проблема за трафика на деца.
В главните роли са Силвия Наваро и Давид Чокаро.

## Сюжет
Когато Карен, мексиканска майка, живееща в Съединените щати, разбира, че детето, което отглежда, ѝ е дадено за осиновяване чрез мрежа за трафик на хора, тя се изправя пред ужасна морална дилема. От една страна, тя съчувства на биологичната майка на детето и съвестта ѝ я тласка да го върне при нея, а от друга страна, идеята да се раздели с него, разбива сърцето ѝ. Но истината крие опасности, които не само поставят на карта психологическото благополучие и стабилност на семейството ѝ, но и живота на всички.

## Актьори
- Силвия Наваро – Карен
- Давид Чокаро – Тони
- Луис Фелипе Товар
- Иран Кастийо – Мелиса
- Лаура Кармине – Диана
- Луис Гатика
- Ян Андраде – Артуро
- Хорхе Салинас – Дамян
- Ванеса Бауче
- Роберто Соса
- Алма Делфина
- Ото Сирго
- Алберто Агнеси

## Премиера
Премиерата на Прекъснати игри е на 30 август 2024 г. по стрийминг платформата Vix. Вторият сезон е достъпен от 2 май 2025 г.

## Продукция
Сериалът е представен през 2019 г. Две години по-късно е обявено, че Каракол Телевисион и продуцентската компания Сомос Прадакшънс ще бъдат тези, които ще продуцират сериала. Въпреки това на 17 октомври 2023 г. е обявено, че ТелевисаУнивисион е придобила правата върху сериала да го продуцира и поръча за Vix, като Карлос Морено Лагийо е назначен за изпълнителен продуцент. Същия ден е съобщено, че Силвия Наваро, Хорхе Салинас, Давид Чокаро, Иран Кастийо и Лаура Кармине са част актьорски състав на сериала.